# Fugu (programa)
Fugu é um cliente SFTP, SCP e SSH para Mac OS X. É desenvolvido pelo "Research Systems Unix Group" (RSUG) da Universidade de Michigan. É um shell gráfico para as ferramentas OpenSSH que provê uma inteface simple com todos os recursos disponíveis. O nome do programa é uma homenagem ao algoritmo de criptografia Blowfish (em português, significa peixes da família Tetraodontidae) usado pelo OpenSSH,  como um fugu é um tipo de Tetraodontidae. Aliás, o peixe utilizado como mascote do OpenBSD é pertencente a mesma família citada.
SFTP é muito parecido com o FTP, porém a transmissão é integralmente criptografada. Suporta as seguintes línguas: inglês, alemão e neerlandês/holandês.

## Recursos
- Recurso de arrastar e soltar  as transferências de arquivos (carregar e descarregar).
- Suporte a editor externo.
- Pré-visualização de imagens.
- Upload de diretório (não suportado nativamente em SFTP).
- Esquema de permissões, modificações em proprietário e grupo.
- Histórico de diretórios.
- Suporte de caracteres não-latinos, incluindo chinês e japonês.
- Um console, em que se pode utilizar uma sessão de SFTP através de linhas de comando.
- Suporte a autenticação de Chave Pública.
- Suporte a conexões em portas alternadas.
- Suporte integral a interface Aqua.
- Suporte a SCP.
- Habilidade de criar túneis SSH.
- Suporte ao Chaveiro do Mac OS X

## Requirimentos de sistema
- Mac OS X v10.2.3 ou superior (com subistema BSD instalado, que é incluído na instalação padrão)
- Mac OS X v10.3 recomendado.
- A partir da versão 1.2.0 suporte a Mac OS X v10.4.[1]